# 澜沧薹草
澜沧薹草（学名：Carex lancangensis）是莎草科薹草属的植物。分布在中国大陆的云南西南部等地，生长于海拔2,000米的地区，一般生长在水池边，目前尚未由人工引种栽培。